# Polnische Eishockeyliga 1983/84
Die Saison 1983/84 war die 49. Spielzeit der polnischen Eishockeyliga, der höchsten polnischen Eishockeyspielklasse. Meister wurde zum ersten Mal in der Vereinsgeschichte überhaupt Polonia Bytom. BKS Bydgoszcz stieg in die 2. Liga ab.

## Modus
Zunächst verbrachten die zehn Mannschaften eine gemeinsame Hauptrunde. Die sechs bestplatzierten Mannschaften qualifizierten sich für die Finalrunde, deren Teilnehmer sich alle für die Playoffs qualifizierten, in denen der Meister ausgespielt wurde. Die übrigen vier Mannschaften bestritten eine Qualifikationsrunde, deren beiden Erstplatzierten sich ebenfalls für die Playoffs qualifizierten. Die beiden Letztplatzierten der Qualifikationsrunde trafen anschließend in einem Entscheidungsspiel um den Klassenerhalt aufeinander. Die Ergebnisse aus der Hauptrunde wurden in die Final- bzw. Qualifikationsrunde übernommen. Für einen Sieg erhielt jede Mannschaft zwei Punkte, bei einem Unentschieden gab es einen Punkt und bei einer Niederlage null Punkte.

## Mannschaften
| Oświęcim |

| Tychy |

| Sosnowiec |

| Katowice |

| Bydgoszcz |

| Cracovia |

| Nowy Targ |

| Bytom |

| Łódź |

| Janów |

| Oświęcim |

| Tychy |

| Sosnowiec |

| Katowice |

| Bydgoszcz |

| Cracovia |

| Nowy Targ |

| Bytom |

| Łódź |

| Janów |

## Finalrunde
|    | Klub               | Sp | S  | U | N  | Tore    | Punkte |
| -- | ------------------ | -- | -- | - | -- | ------- | ------ |
| 1. | Polonia Bytom      | 28 | 22 | 3 | 3  | 140:60  | 47     |
| 2. | Zagłębie Sosnowiec | 28 | 17 | 5 | 6  | 174:76  | 39     |
| 3. | Podhale Nowy Targ  | 28 | 18 | 1 | 9  | 115:81  | 37     |
| 4. | Naprzód Janów      | 28 | 10 | 7 | 11 | 113:114 | 27     |
| 5. | GKS Tychy          | 28 | 13 | 1 | 14 | 109:117 | 27     |
| 6. | ŁKS Łódź           | 28 | 9  | 3 | 16 | 91:122  | 21     |

Sp = Spiele, S = Siege, U = Unentschieden, N = Niederlagen

## Qualifikationsrunde
|     | Klub          | Sp | S  | U | N  | Tore    | Punkte |
| --- | ------------- | -- | -- | - | -- | ------- | ------ |
| 7.  | GKS Katowice  | 30 | 13 | 1 | 16 | 123:151 | 27     |
| 8.  | Unia Oświęcim | 30 | 12 | 2 | 16 | 143:153 | 26     |
| 9.  | KS Cracovia   | 30 | 10 | 4 | 16 | 128:157 | 24     |
| 10. | BKS Bydgoszcz | 30 | 5  | 3 | 22 | 93:198  | 13     |

## Playoffs

### Viertelfinale
- Polonia Bytom – Unia Oświęcim 2:0 (11:0, 6:1)
- Naprzód Janów – GKS Tychy 1:2 (5:1, 2:5, 3:4)
- Zagłębie Sosnowiec – GKS Katowice 2:0 (6:1, 4:3)
- Podhale Nowy Targ – ŁKS Łódź 2:1 (14:2, 0:3, 16:2)

### Halbfinale
- Polonia Bytom – GKS Tychy 2:0 (9:2, 7:1)
- Zagłębie Sosnowiec – Podhale Nowy Targ 2:1 (4:8, 7:3, 5:4)

### Finale
- Polonia Bytom – Zagłębie Sosnowiec 2:1 (2:1, 2:3, 7:0)

## Platzierungsspiele

### Spiel um Platz 7
- ŁKS Łódź – Unia Oświęcim 2:1 (2:6, 7:3, 7:1)

### Spiel um Platz 5
- Naprzód Janów – GKS Katowice 2:1 (9:6, 4:6, 5:2)

### Spiel um Platz 3
- Podhale Nowy Targ – GKS Tychy 2:0 (5:0, 4:2)

## Spiel um den Klassenerhalt
- KS Cracovia – BTH Bydgoszcz 2:0 (5:4, 10:4)